# قلعه خرابه (آرادان)
قلعه خرابه یک روستا در ایران است که در شهرستان آرادان واقع شده‌است. قلعه خرابه ۶۵ نفر جمعیت دارد.